# 阜南县
阜南县位于中国安徽省西北部，是阜阳市下辖的一个县。区域总面积为1801平方公里，户籍总人口为174.1万人。2021年总GDP约316亿。阜南区位独特，历史悠久，资源丰富。是全国商品粮基地县、全国的农业（林业）循环经济示范试点县、全省林业产业十强县，是劳务输出大县。阜南县境内的王家坝闸处于淮河上游与中游的交界处，对于控制淮河汛情有至关重要的影响，被誉为“千里淮河第一闸”。县人民政府駐鹿城镇。

## 地名由来
1947年11月中国人民解放军开辟阜阳南乡，建阜南县。

## 历史
秦朝属泗水郡鹿上县；东汉改鹿上为原鹿（治所在今公桥阮城），后被原鹿、富陂两侯国分领；南朝梁划归汝阴郡；元朝废路置省，属河南行省汝宁府颍水县（治所在今地城），后并入颍州。
1949年2月设阜南办事处；1950年改为阜南县，隶属安徽省阜阳专区。

## 人口
根据阜南县第七次全国人口普查结果，现将2020年11月1日零时全县人口的基本情况公布如下：全县常住人口为1183602人。

## 行政区划
阜南县下辖20个镇、8个乡：
方集镇、中岗镇、柴集镇、新村镇、朱寨镇、柳沟镇、赵集镇、田集镇、苗集镇、黄岗镇、焦陂镇、张寨镇、王堰镇、地城镇、洪河桥镇、王家坝镇、王化镇、曹集镇、鹿城镇、会龙镇、王店孜乡、许堂乡、段郢乡、公桥乡、龙王乡、于集乡、老观乡、郜台乡、阜南工业园区和阜濛农场。

## 交通
- 县城距皖北中心城市阜阳市仅34公里，距阜阳西关国际机场及高铁阜阳西站仅33公里。阜六、阜蔡、高速公路、京九铁路贯穿县境， 104国道、 220国道、 208省道、 338省道在县城交汇。境内淮河、洪河流经东西，形成了纵横交错的水运交通网络，沿淮河可南下长江，北上运河，东达大海。
- 京九铁路：阜南站
- 京九高铁：阜南东站 （规划中）

## 特产
黄岗柳编：中国地理标志产品。

## 名人
- 吕蒙：三国时期吴国大都督。
- 聂鹤亭：著名解放军中将。
- 张鹤鸣：明朝大臣。
- 张大赓：清代著名画家，张鹤鸣三子。